# Jean de Fabrègues
Pour les articles homonymes, voir Fabrègues (homonymie).
Jean d'Azémar de Fabrègues est un intellectuel et journaliste catholique, né le 8 janvier 1906 à Paris et mort dans la même ville le 23 novembre 1983.

## Biographie
Membre très jeune du mouvement l'Action française, il se situe au carrefour du maurrassisme sur le plan politique, du néothomisme sur le plan philosophique, du catholicisme social sur le plan économique et social. Quelques semaines secrétaire de Charles Maurras, il s'éloigne de l'Action française en prenant la tête de plusieurs revues intellectuelles, Réaction pour l'ordre, La Revue du siècle,  La Revue du XXe siècle  qui l'amènent à rejoindre, entre 1930 et 1935, la mouvance du personnalisme des non-conformistes des années 1930.
Troublé par la condamnation de l'Action française par le pape (1926), Jean de Fabrègues souhaite développer une pensée conjuguant l’antidémocratisme et le christianisme et fonder une nouvelle revue pour la diffuser ; Charles Maurras s'y oppose et cherche à le convaincre de renoncer car selon lui « la droite française a été vaincue parce qu’elle s’est toujours divisée... ». Néanmoins, Réaction pour l'ordre voit le jour et attire de nombreuses plumes comme celles de Georges Bernanos, Maurice Blanchot, André Maurois... « Charles Maurras ou la Beauté de l’Ordre » montre que la séparation avec le théoricien de l'Action française ménage l'amitié et l'admiration.
En 1936, il crée et dirige avec Thierry Maulnier le mensuel Combat, puis, en 1939, avec le patronage de Gabriel Marcel, la revue Civilisation. Il participe en 1937 au banquet de l'association corporatiste Métiers français, proche du « comte de Paris » pour lequel il écrit dans Courrier royal. Prisonnier en 1940, il est appelé, après sa libération en 1941, à participer à diverses activités en relation avec la politique de la jeunesse du régime de Vichy, au mouvement culturel Jeune France, à la revue Idées. Il anime un Comité d'aide aux prisonniers, au sein duquel François Mitterrand, qui était alors un de ses familiers, va créer et recruter une partie des cadres du Mouvement national des prisonniers de guerre et déportés. Jusqu'à la Libération, il dirige l'hebdomadaire catholique Demain qu'il a fondé au début de 1943.
Pour Corinne Bonafoux, « cet homme, dont toutes les années de formation sont imprégnées de maurrassisme, s'est rallié un temps au slogan "ni droite ni gauche" avant de se fourvoyer dans la Révolution nationale vichyste ».
Après 1945, il devient rédacteur en chef de l'hebdomadaire France catholique, dont il est ensuite le directeur de 1957 à 1969. Dans ce cadre, il sollicite la collaboration de Jacques Boudet, qui deviendra par la suite un de ses rédacteurs en chef. Il participe aussi, dès sa création en 1945, aux activités du groupe de La Fédération d'André Voisin (croisé au banquet de Métiers français de 1937) qui va être l'une des expressions du fédéralisme européen et crée des rencontres réunissant journalistes catholiques allemands et français. Il a aussi été brièvement l'un des cogérants en 1951 d'une éphémère revue trimestrielle, Sources, fondée en 1950 par une équipe de catholiques « unis par le travail et l'amitié et désireux de faire passer leur foi dans leurs actes » .
Il est dans les années 1950 l'un des premiers premiers membres français d'une association transnationale conservatrice et catholique, le Centre européen de documentation et d'information (CEDI), à l'instar d'autres catholiques comme Louis Salleron ou Achille Dauphin-Meunier.
Il collabore irrégulièrement à la revue catholique conservatrice Itinéraires de Jean Madiran, qui a collaboré à Sources. Il n'a à ses débuts en 1956 « consenti que le principe d’une collaboration occasionnelle », a promis un article mais s'est ravisé, protestant contre une critique de Xavier Vallat adressée à son ami Henri Rollet, président de la Fédération nationale catholique. Ce qui amena Louis Salleron, collaborateur de La France catholique et d'Itinéraires, à adresser à la revue la lettre suivante : « Fabrègues est un vieil ami à moi. Nous sommes à moitié brouillés la moitié du temps. Mais je l’aime bien tout de même et c’est pourquoi je veux le défendre contre lui-même ». Et de moquer sa modération, les « choix qu’il hésite à faire, les décisions qu’il hésite à prendre ». Toutefois, Fabrègues donne par la suite des articles à la revue, par exemple à l’occasion du numéro 49 de janvier 1961 consacré à célébrer les louanges d’Henri Massis, qui venait d’être élu à l’Académie française. On le trouve au premier congrès de l'Office international des œuvres de formations civiques et d'action doctrinale selon le droit naturel et chrétien (avatar de la Cité catholique) de Jean Ousset, à Sion en Suisse en 1964.
Il est également l'auteur de plusieurs essais, notamment sur François Mauriac et Georges Bernanos dont il avait été proche dans l'entre-deux-guerres. Il meurt d'un accident de la circulation en novembre 1983.

## Œuvres
- La Cité Antique, Union des corporations françaises, 1927
- L'erreur communiste, Union des corporations françaises, 1929, 37 p.
- Raison de craindre, raison d'espérer, Le Portulan, 1947
- Le problème du mal dans la littérature contemporaine, in Le Mal est parmi nous, ouvrage collectif, Plon, 1948
- Prisons de l'épuration, Le Portulan, 1948.
- Les catholiques et la révolution de 1848, in L'esprit de 1848, ouvrage collectif, Bader Dufour, 1948
- Avec notre temps, oui, mais pour le sauver, Paris, Alsatia, 1951, 94 p.
- La tyrannie ou la paix, Paris, Calmann-Lévy, 1953, 177 p.
- L'apôtre du siècle désespéré, Jean-Marie Vianney, Curé d'Ars, Amiot Dumont, 1956
- La révolution ou la foi, Desclée, 1957
- Le mariage chrétien, Paris, Fayard, 1958, 125 p.
- La femme pauvre de Léon Bloy, Club du livre du mois, 1957
- La conversion d'Edith Stein, patronne de l'existentialisme, Wësmael-Charlier, 1963
- Bernanos tel qu'il était, Mame, 1963
- Le Sillon de Marc Sangnier, Paris, Perrin, 1964, 312 p.
- Chrétien de droite ou de gauche ?, Dialogue entre Jean de Fabrègues et Jacques Madaule, Paris, Beauchesne, 1966, 132 p.
- Charles Maurras et son Action française, Perrin, 1966
- Christianisme et civilisation, Paris, De Gigord, 1966, 506 p., Prix Paul Teissonnière de l'Académie française
- L'Église, esclave ou espoir du monde ?, Aubier-Montaigne, 1971
- Mauriac, Plon, 1971
- L'apôtre du siècle désespéré, Jean-Marie Vianney, Curé d'Ars, ré-édition France catholique, 2010